# Zviad Kvaratskhelia
Zviad Kvaratskhelia (en georgiano ზვიად კვარაცხელია; Zugdidi, 1986) es un escritor georgiano.

## Biografía
Zviad Kvaratskhelia se graduó de la facultad de Jurisprudencia del Instituto Estatal Shota Meskhia de su ciudad natal, Zugdidi. En 2008 comenzó a trabajar como editor de arte de la revista Premieri y más adelante (2010-2011) fue editor adjunto de la revista Kartuli Mtserloba. Actualmente trabaja en las editoriales Intelekti y Artanuji como coordinador de proyectos de publicación y como editor. Desde 2013 es blogger en la revista digital Mastsavlebeli.ge.

## Obra
Zviad Kvaratskhelia ha publicado relatos y ensayos en periódicos georgianos, así como en colecciones de cuentos.
Así, su relato Peridé —que trata sobre vecinos que se vigilan entre sí—, se incluye en The Book of Tbilisi: A City in Short Fiction, libro que reúne diez historias cortas escritas sobre la capital de Georgia.
Kvaratskhelia escribió Ilia en Samegrelo en 2009, un texto de ficción documental que revive el viaje que hizo Ilia Chavchavadze a Samegrelo en 1886.
Pero la obra más conocida del autor es Formulario No.100 (ფორმა N100, 2013), galardonada con el premio SABA a la mejor novela del año. Contiene varios textos, cada uno con su propio estilo lingüístico, y  metatextos que aportan claridad y, al mismo tiempo, cierto aura de misterio. Se puede decir que el libro narra la historia de un pecado cometido en la juventud, de sus causas y de sus efectos.
El escritor Tamaz Chiladze define así esta obra: 

Formulario No.100 podría considerarse una novela cruel, ya que las verdades más implacables de la vida se han convertido en realidad literaria.